# Maria Vilardell i Viñas
Maria Vilardell i Viñas (Barcelona, 3 de desembre de 1922 - 22 de març de 2011) fou una pianista i promotora musical catalana, neta del tenor Francesc Viñas i Dordal i esposa de Miguel Lerín i Seguí.
Des de molt jove demostra una gran predisposició i sensibilitat artística per la música. Es formà amb el professor Frank Marshall i perfeccionà amb Alícia de Larrocha.
Va fer nombrosos enregistraments de ràdio i va gravar dos discs dedicats a la música espanyola. El seu repertori comprèn les obres de compositors clàssics, romàntics i contemporanis amb especial atenció a la música espanyola, partint de les fonts tradicionals de l'escola d'Enric Granados. També fou l'organitzadora del Concurs Internacional de Cant Francesc Viñas, que se celebra anualment a Barcelona i es complementa amb els Cursos Internacionals d'Interpretació Musical, en col·laboració amb les figures més importants de l'escena operística.
El 1992 va rebre la Creu de Sant Jordi. També li fou concedida la Medalla d'Or al Mèrit Artístic de l'Ajuntament de Barcelona. El 2009, el Liceu li concedí la Medalla d'Or per la seva important contribució al Teatre. Durant 13 anys fou la presidenta d'Amics del Liceu.